# ベスト・オブ・ベスト
『ベスト・オブ・ベスト』は、フォーリーブスの1枚目のベストアルバム。
1971年11月1日にCBSソニーから発売された。

## 概要
自身初のベストアルバム。

## 収録曲
太文字は『フォーリーブス 1968-1978』にCD化。
Vol.1 A面
1. オリビアの調べ
2. 若者は旅をつづける
3. あしたが生まれる
4. 人生は一度きりだから
5. 約束 （ベストアルバム・バージョン）
6. 夏の誘惑

Vol.1 B面
1. 壁のむこうに
2. 4枚の葉っぱ
  - 表記はないがエディットバージョンである
3. 朝日がのぼると
4. 草笛の天使
5. 誓いのフーガ
  - 表記はないがエディットバージョンである
6. 時計をとめて - 青山孝
  - 表記はないがエディットバージョンである

Vol.2 A面
1. 100メガトンの希望
  - 表記はないがエディットバージョンである
2. なぜっておいらに聞くのかい
  - 表記はないがエディットバージョンである
3. 試験はいやだ - 江木俊夫
4. お嫁さんになるのはいつ - おりも政夫
  - 表記はないがエディットバージョンである
5. 裸の少年 - 北公次
6. 真白き富士の嶺 - 青山孝
  - 表記はないがエディットバージョンである
7. 丘の上の墓
  - 表記はないがエディットバージョンである

Vol.2 B面
1. 兄が静かにねむる夜
2. 涙ふいて歩こう
3. 太陽のあいつ
  - 表記はないがエディットバージョンである
4. あいつのぶんも生きる
  - 表記はないがエディットバージョンである
5. 君にこの歌を